# Smysl života
Otázka po smyslu života znamená problém cíle lidského snažení nebo přístupu jednotlivce. V širším kontextu můžeme tento problém formulovat jako soubor otázek jako:
- Jaký má můj život smysl či cíl?Odkud pocházíme? Kdo jsme? Kam směřujeme? Obraz Paula Gaugina.

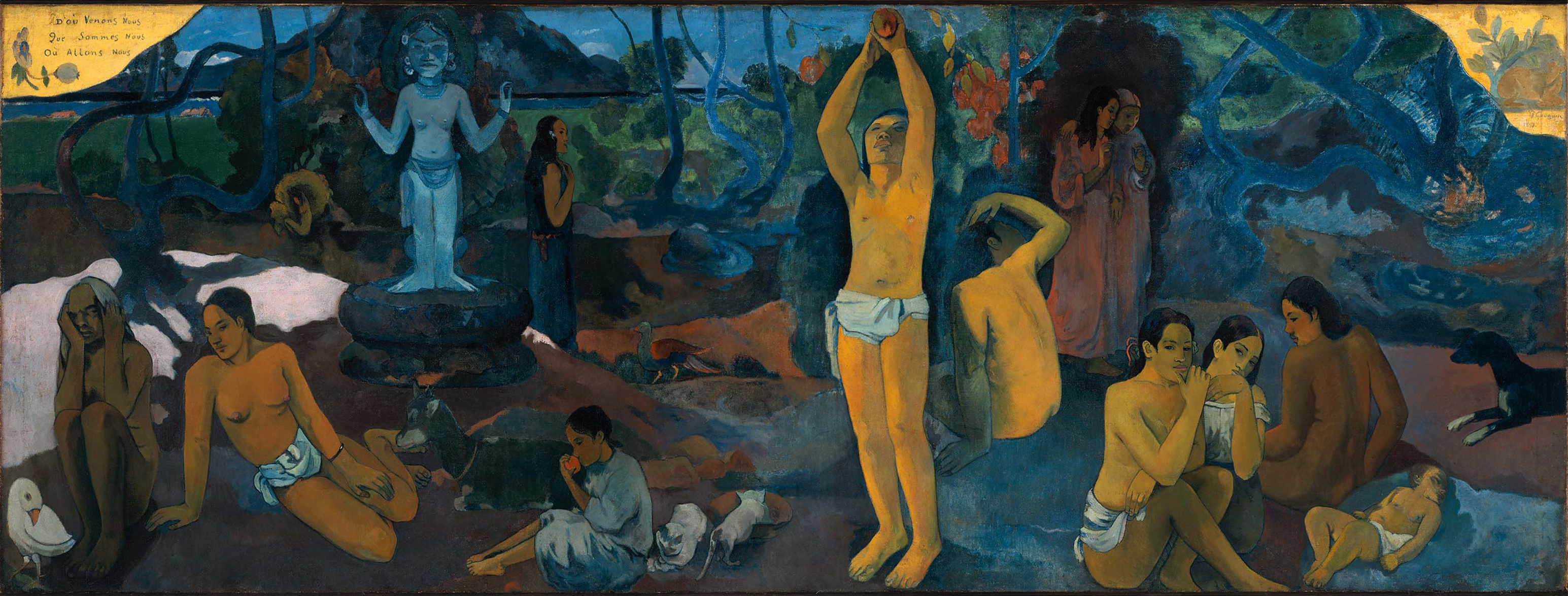
Odkud pocházíme? Kdo jsme? Kam směřujeme? Obraz Paula Gaugina.

- Jaký má život celkově (život na Zemi) smysl?
- Proč jsme všichni tady (jaký je náš smysl/úděl na Zemi)?
- Co je mým posláním (jaká je moje životní role?)?
- Proč bych se měl/a nadále snažit žít?
- Co bych po sobě chtěl/a zanechat?

Průzkumy mezi veřejností ukazují, že vysokou roli v odpovědi na otázku má povolání respondenta, jeho náboženské vyznání a soudobá politická situace. V rámci sociálních změn totiž lidé vždy přehodnotí svůj žebříček hodnot, což je častým klíčem, podle kterého lidé hodnotí svůj smysl života (například na prvních místech hodnot a cílů rodičů bývá ochrana potomka).
Otázka smyslu života je v centru filosofických debat a je také hojně diskutovaná například z pozice diskuse ateismu a teismu. Otázka smyslu života je také někdy dodnes používanou metodou psychodiagnostiky, se kterou začal Viktor Emil Frankl. Psychologové zkoumají přímo vnitřní motivace člověka. Pro tuto metodu se také někdy užívá z řeckého logos-smysl pojem logoterapie.
Otázka smyslu života je důležitá i například z pohledu lékařské etiky – pokud je cílem života například život sám, mělo by být věnované stejně velké úsilí všem lidem – ne však tak, pokud je odpověď jiná.

## Populární pohledy
Odpovědi na otázku smyslu života se nejčastěji zabývají jeho "účelem", nicméně často zahrnují i jeho původ nebo význam. Mezi nejčastější odpovědi na otázku "jaký je smysl života" patří například:

### Aby si člověk uvědomil svůj potenciál a ideály
- Aby člověk sledoval své sny.[2]
- Aby člověk žil své sny.[3]
- Aby věnoval člověk čas tomu, co trvá.[4]
- Aby se člověk počítal, aby za něčím stál, aby jeho existence činila rozdíl.[4]
- Aby člověk rozšířil svůj potenciál.[3]
- Aby se člověk stal tím, kým vždycky chtěl být.[5]
- Aby se člověk stal tou nejlepší verzí sebe sama.[6]
- Aby člověk našel štěstí[7][8] a rozkvétal.[9]
- Aby se člověk stal sám sebou.[10]

### Aby splnil svůj biologický účel
- Aby člověk přežil.[11]
- Aby člověk žil věčně[12]nebo zemřel pokoušeje se o to.[13]
- Aby se adaptoval/vyvíjel.[14]

### Aby našel moudrost či znalost
- Aby rozšířil své vidění světa.[3]
- Aby sledoval stopy svých předchůdců a došel dál.[15]
- Aby se naučil co nejvíce.[16]
- Aby čelil svým strachům a naučil se z nich brát poučení.[17]
- Aby našel smysl života.[18][19]

### Abydělal co je dobré/správné
- Aby člověk zanechal svět v lepším stavu, než v jakém do něj vstoupil.[2]
- Aby člověk pomáhal druhým.[20]
- Aby člověk dal víc, než vzal.[2]
- Aby člověk ukončil trápení.[21][22][23]
- Aby člověk tvořil rovnost.[24][25][26]
- Aby člověk potlačoval útlak.[27]
- Aby člověk šířil bohatství.[28][29]
- Aby byl člověk štědrý.[30][31]
- Aby člověk zlepšil styl života a duši druhých.[32][33]
- Aby si lidé pomáhali navzájem,[9][31][34]
- Aby byl člověk kreativní a inovativní.[32]

### Aby naplnil spirituální smysly
- Aby člověk ctil Boha a dostal se do nebe.[35]
- Aby se svým srdcem člověk dostal blízko Bohu.[36]
- Aby měl člověk čistou duši a zážitek s Bohem.[4]
- Aby člověk poznal tajemství Boha.[17]
- Aby se člověk stal jedním s Bohem.[37][38]
- Aby člověk miloval Boha[37] a jeho dílo.[39]
- Aby člověk sloužil lidstvu,[40] připravil se na setkání s Bohem[41] a stát se někým, kdo má k Bohu blíže,[42][43][44][45]zvolit dobro nad zlem,[46] a prožívat radost.[47][48]
- Aby člověk poznával a miloval Boha, aby podle jeho vůle konal dobro a aby jednoho dne došel do nebe.[49]

### Aby si užíval života
- Aby člověk miloval.[2]
- Aby člověk uchovával každý krásný okamžik svého života.[2]
- Aby člověk hledal krásu ve všech jejích formách.[2]
- Aby si člověk užíval života.[17][32]